# Flughafen Tschoibalsan

i7
i11
i13
Der Flughafen Tschoibalsan (mongolisch Чойбалсан нисэх буудал, IATA-Code: COQ, ICAO-Code: ZMCD) ist der Flughafen der mongolischen Stadt Tschoibalsan. Im Jahr 2001 verzeichnete der Flughafen nach der Fertigstellung eines neuen Gebäudes knapp 10.000 Passagiere.

## Lage
Der Flughafen liegt circa 15 Kilometer östlich der 42.000-Einwohner-Stadt Tschoibalsan im Osten der Mongolei. Circa 50 Kilometer östlich des Flughafens befindet sich die mongolisch-chinesische Grenze. Mit einer Höhe von 749 Metern liegt der Flughafen deutlich unterhalb der mittleren Landeshöhe der Mongolei von 1580 m.

## Verbindungen
Der Flughafen wird von der mongolischen Fluggesellschaft Hunnu Air genutzt, die von Choibalsan nach Hailar und Ulaanbaatar fliegt.